# José Manuel Balmaceda
José Manuel Emiliano Balmaceda Fernández (ur. 19 lipca 1840, zm. 19 września 1891) – chilijski polityk i dyplomata, prezydent Chile od 18 września 1886 do samobójstwa w 1891, które popełnił w obliczu wojny domowej po tym, jak izba poselska pozbawiła go urzędu.

## Życiorys
W 1866 uczestniczył w zakładaniu czasopisma liberalnego "La Libertad". Dwa lata później współtworzył Klub Reform Demokratycznych w Santiago de Chile (stolicy kraju). Był deputowanym do parlamentu w latach 1870–1885. W trakcie tego okresu udzielał się również w dyplomacji jako ambasador w Buenos Aires (stolicy Argentyny) w latach 1878–1881 (dążył do niezaangażowania tego państwa w wojnę o Pacyfik) i sprawował urzędy ministerialne (szef resortu spraw zagranicznych od 1881 i resortu spraw wewnętrznych od 1882). Dał się poznać jako przeciwnik Kościoła katolickiego i promotor prac publicznych.
Jako prezydent Balmaceda przystąpił do realizacji niepopularnego wśród skupionych w Kongresie przeciwników politycznych radykalnego programu reform, który sfinansował pieniędzmi z Banku Niemieckiego; do jego polityczno-gospodarczych dokonań należą: przeprowadzenie reformy nauczania, położenie skutecznego nacisku na postępy w dziedzinie kolejnictwa, wystąpienia przeciwko dominacji majątku z Wielkiej Brytanii w gospodarce Chile, wykupienie w 1887 aż 71 firm wytwarzających saletrę, delegalizacja sprzedaży zasobów oraz spółek się nią parających, upaństwowienie kapitału Nitrate Railways Company. Nie miał jednak nic przeciwko temu, aby stłumić strajki robotnicze w Antofagaście, Valparaiso i Vina del Mar przy pomocy armii.
Jego działania wywołały wojnę domową. Znalazł schronienie w ambasadzie argentyńskiej, gdzie popełnił samobójstwo.
Wizerunek Balmacedy znajduje się na bitej w latach 1971-1972 chilijskiej monecie obiegowej o nominale 20 centésimos.